# احمد قندوسی
احمد قندوسی (انگلیسی: Ahmed Kendouci؛ زادهٔ ۲۲ ژوئن ۱۹۹۹) بازیکن فوتبال اهل الجزایر است.
وی همچنین در تیم ملی فوتبال الجزایر بازی کرده‌است.